# Jan Veerman (zanger)
Johannes Jacobus Maria (Jan) Veerman (Volendam, 4 oktober 1948 – 14 juni 2025) was van 1965 tot 1974 de zanger van BZN. Zijn bijnaam was Jan Kies.
In 1966 werd Veerman gevraagd door Jan Tuijp, Cees Tol en Evert en Gerrit Woestenburg om te zingen in hun band. In 1974, toen BZN besliste de muzikale koers te wijzigen, ruilde Jan Keizer de drumstokjes in voor de microfoon van Veerman. Veerman nam toen zijn oude beroep als kraanmachinist weer op.
Desalniettemin liet Veerman nog af en toe van zich horen met behulp van orkestbanden. In 1997 werd hij gevraagd op te treden voor een "Goud van Oud"=festival in Monnickendam, waarna hij de basis legde voor BZN '66. Deze band speelde tot 2018 overwegend titels uit de beginperiode van BZN. Samen met Anny Schilder nam Veerman in 2007 het BZN-nummer Rockin' the trolls op.
Veerman overleed op 76-jarige leeftijd.